# Piaszczyk
Piaszczyk (Ammospermophilus) – rodzaj ssaków z podrodziny afrowiórek (Xerinae) w obrębie rodziny wiewiórkowatych (Sciuridae).

## Rozmieszczenie geograficzne
Rodzaj obejmuje gatunki występujące w południowo-zachodniej części Stanów Zjednoczonych i północnych terenach Meksyku.

## Morfologia
Długość ciała (bez ogona) 188–267 mm, długość ogona 42–92 mm; masa ciała 96–179 g.

## Systematyka
Rodzaj zdefiniował w 1892 roku amerykański zoolog Clinton Hart Merriam w artykule zatytułowanym Rozmieszczenie geograficzne życia w Ameryce Północnej ze szczególnym uwzględnieniem ssaków, opublikowanym w czasopiśmie „Proceedings of the Biological Society of Washington”. Gatunkiem typowym jest (oryginalne oznaczenie) piaszczyk białoogonowy (A. leucurus). 

### Etymologia
Ammospermophilus: gr. αμμος ammos ‘piasek’; rodzaj Spermophilus F. Cuvier, 1825 (suseł).

### Podział systematyczny
Do rodzaju należą następujące występujące współcześnie gatunki: 
| Grafika | Gatunek                    | Autor i rok opisu         | Nazwa zwyczajowa       | Podgatunki         | Rozmieszczenie geograficzne | Podstawowe wymiary                         | Status IUCN |
| ------- | -------------------------- | ------------------------- | ---------------------- | ------------------ | --- | ------------------------------------------ | ----------- |
|         | Ammospermophilus harrisii  | (Audubon & Bachman, 1854) | piaszczyk pustynny     | gatunek monotypowy | Stany Zjednoczone (Arizona i południowo-zachodni Nowy Meksyk) do Meksyku (północna Sonora); zakres wysokości: do 1350 m n.p.m.                                               | DC: 27–28 cm DO: 8,7–9,2 cm MC: 113–150 g  | LC          |
|         | Ammospermophilus nelsoni   | (C.H. Merriam, 1893)      | piaszczyk opalony      | gatunek monotypowy | endemit Stanów Zjednoczonych: San Joaquin Valley (południowa Kalifornia); zakres wysokości: 50–1100 m n.p.m.                                                                 | DC: 23–27 cm DO: 6,7–7,8 cm MC: 142–179 g  | EN          |
|         | Ammospermophilus interpres | (C.H. Merriam, 1890)      | piaszczyk teksański    | gatunek monotypowy | Stany Zjednoczone (Nowy Meksyk i zachodni Teksas) oraz Meksyk (wschodnia Chihuahua, Coahuila, północno-wschodnie Durango i skrajnie północny Zacatecas)                      | DC: 22–23 cm DO: 6,8–8,4 cm MC: 99–122 g   | LC          |
|         | Ammospermophilus leucurus  | (C.H. Merriam, 1889)      | piaszczyk białoogonowy | 10 podgatunków     | Stany Zjednoczone (na południe od południowo-wschodniego Oregonu i południowo-zachodniego Idaho) do Meksyku (Półwysep Kalifornijski wraz z wyspami Espíritu Santo i Partida) | DC: 18,8–22 cm DO: 4,2–7,1 cm MC: 96–117 g | LC          |

Kategorie IUCN:  LC  – gatunek najmniejszej troski,  EN  – gatunek zagrożony. 
Opisano również gatunki wymarłe:
- Ammospermophilus fossilis James, 1963[10] (Stany Zjednoczone; miocen)
- Ammospermophilus hanfordi Gustafson, 1978[11] (Stany Zjednoczone; pliocen)
- Ammospermophilus jeffriesi W.E. Miller, 1980[12] (Meksyk; pliocen)
- Ammospermophilus junturensis (Shotwell & D.E. Russell, 1963)[13] (Stany Zjednoczone; pliocen)